# Osorno la Mayor
Osorno la Mayor és un municipi de la província de Palència, a la comunitat autònoma de Castella i Lleó. Inclou les pedanies de Villadiezma, Las Cabañas de Castilla i Santillana de Campos.

## Demografia
| 1991 | 1996 | 2001 | 2004 |
| ---- | ---- | ---- | ---- |
| 1864 | 1839 | 1689 | 1592 |